# Eivind Opsvik

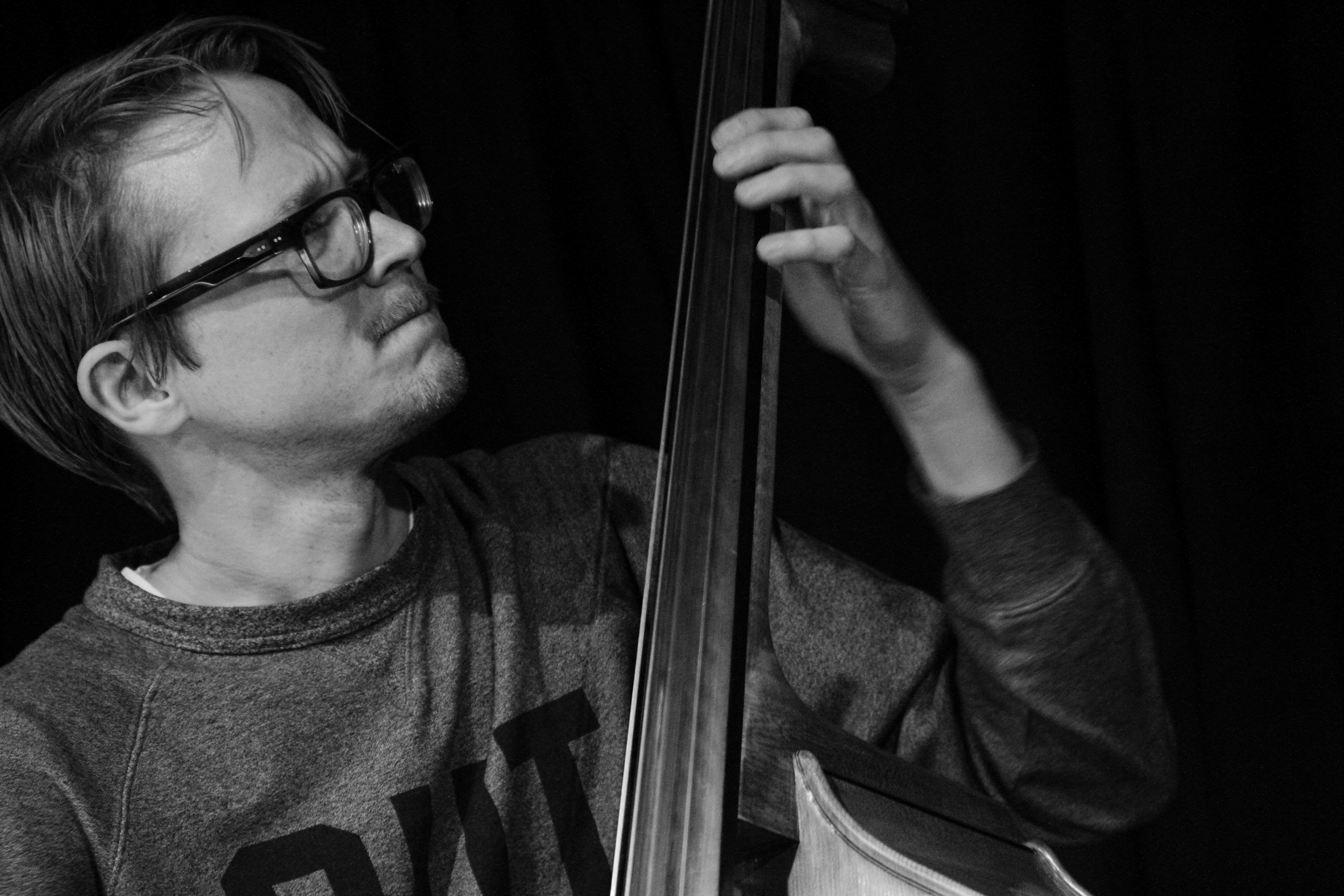
Eivind Opsvik, 2014

Eivind Opsvik (* 1973 in Oslo) ist ein norwegischer Bassist und Komponist des Modern Creative und der Neuen Improvisationsmusik.

## Leben und Wirken
Eivind Opsvik ist Sohn des Industriedesigners und Jazzmusikers Peter Opsvik, der u. a. den Tripp-trapp-Kinderhochstuhl (Stokke AS) kreierte. Eivind begann bereits als Kind Schlagzeuger zu spielen; als Jugendlicher wechselte er zum Bass. In den 1990er Jahren spielte er in verschiedenen Osloer Jazz- und Experimentalgruppen und trat in Jazzclubs sowie auf Festivals auf. Er ging mit Musikern wie Paal Nilssen-Love und Christian Wallumrød auf Europatourneen. Anschließend studierte er klassischen Kontrabass an der norwegischen Staatsakademie für Musik und spielte in der Improvisationsband The Quintet, mit Bjørnar Andresen, Calle Neuman, Ketil Gutvik und Paal Nilssen-Love, mit der erste Aufnahmen entstanden.
Seit 1998 arbeitet Opsvik in New York; u. a. in Jon Irabagons Formation Outright!, im Nate-Wooley-Quintett, mit Aaron Jennings im Experimental-Duo Opsvik & Jennings und mit Jeff Davis sowie Tony Malaby im Ensemble Tone Collector. Zudem leitet Opsvik sein Ensemble Overseas, dem u. a. Jesse Davis, Tony Malaby und Craig Taborn angehörten; 2003 erschien dessen Debütalbum bei Fresh Sound New Talent. In New York arbeitete Opsvik außerdem mit Kris Davis (Life Span), David Binney/Bill Frisell, Hari Honzu, Harris Eisenstadt (Recent Developments, 2017), Jesse Harris, Mat Maneri, Jacob Sacks, Paul Motian und Brandon Seabrook’s Epic Proportions (Brutalovechamp, 2023).

## Diskographische Hinweise
- Overseas (Fresh Sound, 2003)
- Tone Collector (Jazzaway, 2005)
- Overseas, Vol. 2 (Fresh Sound, 2005)
- Floyel Files (Opsvik & Jennings, NCM East, 2005)
- Commuter Anthems (Opsvik & Jennings, Rune Grammofon, 2007)
- Overseas, Vol. 3 (Loyal, 2008)
- A Dream I used to remember (Opsvik & Jennings, Loyal, 2009)
- Overseas IV (Loyal, 2012), mit Tony Malaby, Brandon Seabrook, Jacob Sacks, Kenny Wollesen
- Overseas V (2017), dto.